# Supercopa Francesa de Voleibol Masculino de 2013
A Supercopa Francesa de Voleibol Masculino de 2013 foi a 5ª edição deste torneio organizado pela Federação Francesa de Voleibol. Ocorreu na cidade de Tours e participaram do torneio a equipe campeã e vice-campeã do Campeonato Francês de 2012-13. O Paris Volley conquistou seu terceiro título da competição ao derrotar o Tours Volley-Ball na partida única.

## Regulamento
O torneio foi disputado em partida única.

## Equipes participantes
| Equipe            | Cidade | Qualificação                                                            | Última participação |
| ----------------- | ------ | ----------------------------------------------------------------------- | ------------------- |
| Tours Volley-Ball | Tours  | Campeão do Campeonato Francês de 2012-13 e da Copa da França de 2012-13 | 2012                |
| Paris Volley      | Paris  | Vice-campeão do Campeonato Francês de 2012-13                           | 2006                |

## Resultado
| Data   | Hora  |                   | Placar |              | Set 1 | Set 2 | Set 3 | Set 4 | Set 5 | Total   | Relatório |
| ------ | ----- | ----------------- | ------ | ------------ | ----- | ----- | ----- | ----- | ----- | ------- | --------- |
| 14 dez | 17:00 | Tours Volley-Ball | 2–3    | Paris Volley | 21–25 | 20–25 | 25–22 | 26–24 | 13–15 | 105–111 |           |

## Premiação
| Supercopa da França de 2013      |
| -------------------------------- |
| Paris Volley Campeão (3° título) |